# Джеффри, Сара
Сара Мари Джеффри (англ. Sarah Marie Jeffery, род. 3 апреля 1996) — канадская актриса, певица и танцовщица. Известна по роли Эми в телесериале «Сосны», а также по роли Одри в телефильме «Наследники».

## Биография
Джеффри родилась в Ванкувере, Британской Колумбии. Она поёт, танцует и участвует в мюзиклах и театральных постановках с трёх лет. В 15 лет расширила свои таланты, чтобы начать работать в кино и на телевидении. В перерывах между съёмками Сара выступает в танцевальной в группе BODY.
Первая роль Джеффри была в ТВ-пилоте «Пришельцы в доме» и вскоре получила ведущую роль в сериале «Бестия», сотрудничая с Тэнди Ньютон и играя роль её дочери, Эви Трэвис. Впоследствии она присоединилась к актёрскому составу научно-фантастического сериала «Сосны» на канале FOX, работая вместе с Мэттом Диллоном и Карлой Гуджино.
В июне 2015 года она начала сниматься в телесериале «Оттенки синего», играя Кристину Сантос, дочь Харли Сантос в исполнении Дженнифер Лопес. Премьера состоялась на канале NBC в начале 2016 года.

## Фильмография
| Год       |    | Русское название           | Оригинальное название              | Роль                   |
| --------- | -- | -------------------------- | ---------------------------------- | ---------------------- |
| 2013      | тф | Пришельцы в доме           | Aliens in the House                | Кейти                  |
| 2013—2016 | с  | Бестия                     | Rogue                              | Эви Трэвис             |
| 2015      | с  | Сосны                      | Wayward Pines                      | Эми                    |
| 2015      | тф | Наследники                 | Descendants                        | принцесса Одри         |
| 2015—2017 | мс | Наследники: Злодейский мир | Disney's Descendants: Wicked World | принцесса Одри (голос) |
| 2016—2017 | с  | Оттенки синего             | Shades of Blue                     | Кристина Сантос        |
| 2016      | ф  | По ту сторону черты        | Across the Line                    | Джейми Кроули          |
| 2016      | ф  | Под личиной                | Be Somebody                        | Эмили Лоу              |
| 2018      | с  | Секретные материалы        | The X Files                        | Брианна Стэплтон       |
| 2018—2022 | с  | Зачарованные               | Charmed                            | Мэгги Вера             |
| 2018      | ф  | Дафна и Велма              | Daphne & Velma                     | Дафна Блейк            |
| 2019      | тф | Наследники 3               | Descendants 3                      | принцесса Одри         |

## Награды
| Год  | Награда    | Категория                                                 | Проект | Результат |
| ---- | ---------- | --------------------------------------------------------- | ------ | --------- |
| 2015 | Leo Awards | Лучшая женская роль второго плана в драматическом сериале | Бестия | Номинация |